# Шаолин
Шаолин (на китайски: 少林寺; пинин: Shǎolínsì, Шаолинсъ) е дзенбудистки манастир, известен с школата на Зен (Чан) будизма и бойните си изкуства. Благодарение на филма „Манастирът Шаолин“ от 1980 г. Шаолин става популярен в цял свят.
Манастирът е разположен в свещената за даосите планина Суншан, близо до град Дънфън, недалече от древната китайска столица Лоян в провинция Хънан. Построен е с императорски указ в края на V век. През 527 г. тук се установява индийският монах Бодхидхарма, известен в Китай с името Да Мо.

## Произход на името
Думата шао (shǎo) (少) от името Шаолин препраща към планината Шаоши, планински хребет част от голямата планина Суншан, а думата лин (林) означава „гора“. С йероглифа съ (寺), името буквално означава „манастир/храм в гората на планината Шаоши“.
Някои като късния майстор Чан Дсю Яо, тълкуват „Шаолин“ като „млада гора“.

## История
Шаолин е построен през 495 г. с императорски указ, под влиянието на индийския монах Батуо (китайското название на Буда), който се приема за първия свещеник, пренесъл официално будизма в Китай. Ползвайки се с поддръжката на императора монахът изгражда манастира и впоследствие става негов игумен. Със своите проповеди Батуо привлича хиляди хора от цялата империя желаещи да го слушат, така Шаолин придобива постепенно огромна популярност.
През 527 г. в Шаолин се установява друг индийски монах Бодхидхарма, наричан от китайците Да Мо, който изиграва огромна роля за превръщането на манстира в това което е и днес.
През своето съществуване, за повече от 15 века, манастирът Шаолин е разрушаван и опожаряван няколко пъти, по време на династиите Суй, Тан и Юан, а също в началото на Цинската манджурска династия, когато току-що на престола се е възкачил невръстният още, но бъдещ велик император Канси. За последно манастирът гори през 1928 г., когато армията на независимия генерал Фън Юйсян, сражавайки се срещу скрилите се отряди на Чан Кайшъ, изпраща артилерийски огън по манастира. Пожарът продължава 40 дни.
Всяка династия обаче има своя принос за реконструкцията и разширяването на манастира. Шаолин постепенно се превръща в една от големите ценности на китайското архитектурно изкуство.

### Бойните изкуства в Шаолин
Едно от най-важните занимания на послушниците в манастира е практикуването на медитация, наричана от тях „съзерцаване в стената“ (дзуо чан), като метод за духовно и цялостно развитие и постигане на просветление. Да Мо намира, че поради дългото стоене в една и съща поза при всекидневните песнопения и молитви монасите са с твърде слабо тяло и затова измисля редица двигателни упражнения, да ги укрепи физически. Тези упражнения, съчетани със заимствуваните от древните китайски трактати, дават началото на шаолинския стил борба.
Монасите, живеещи в Шаолин, по-късно създават и развиват школата шаолинчуан (шаолински стил бойни изкуства) въз основа на по-ранни форми на ушу и онези двигателни техники, които завещава Да Мо, както и на базата на теоретичните и практични постановки в чигун за самозащита и здраве. През многовековната история на манастира се създават повече от 200 различни направления бойни стилове. Техни основатели са както възпитаници на Шаолин, така и известни майстори от народа, които манастирът канел да обучават послушниците.
Бойните умения на монасите от Шаолин са използвани за военни цели по време на размириците през династия Тан (преди около 1300 г.), когато император Ли Шъмин се обръща към настоятелството на манастира за помощ срещу Ван Шудзин, който прави опит за преврат. Монасите-воини от Шаолин пленяват Ван Шудзин и спасяват императора. Заради тази им заслуга император Ли Шъмин присъжда на Шаолин званието „Първи манастир в Поднебесната империя“. Тази история се разказва в нашумялия китайски филм „Манастирът Шаолин“, който предизвиква голяма вълна в разпространението на ушу (китайските бойни изкуства) в цял свят.

## Шаолин в днешни дни
В днешни дни в манастира обитават около 60 монаси, подбрани от цял Китай чрез специални тестове за морал, духовно ниво, издръжливост, владеене на бойни изкуства и други изисквания. Монасите в Шаолин се делят на три вида според техните умения и наклонности:
1. монаси, занимаващи се предимно с духовно усъвършенствуване, медитиране и псалмопения;
2. монаси, посветили се на шаолинските бойни изкуства;
3. монаси, занимаващи се предимно с поддържане администрацията, стопанството и живота на манастира.

Непосредствено до манастира Шаолин се намира едно от най-известните училища по шаолински бойни изкуства в Китай „Та Гоу“, в което се обучават над 7000 ученици. В него се записват деца от цял Китай, от които израстват най-добрите майстори и учители по кунг фу. Децата са средно на по 15 години, като повечето от тях започват да тренират от 4-годишна възраст. Учениците се занимават от сутрин до вечер с изпълнението на сложен комплекс от шаолински стилове ушу без или с оръжия – нож с две остриета, мечове, саби, секири, алебарди, копия, бамбукови пръчки, тояги или с други бойни средства. Същевременно задължително се практикуват и медитативни упражнения по чигун за усилване на вътрешната енергия.
Шаолин приема също ежегодно и много желаещи от други страни да се обучават.